# 丽贝卡·布利
丽贝卡·布利（英語：Rebecca Bulley，1982年8月18日—），生于维多利亚州，澳大利亚女子篮网球运动员。她曾代表澳大利亚国家队参加2010年英联邦运动会篮网球比赛，获得一枚银牌。